# Балаш Азерогли
Балаш Азероглу (Балаш Аллахбагиш огли Абізаде; 11 листопада 1921 р., Ардебіль — 24 квітня 2011, Баку) — азербайджанський поет і громадський діяч.

## Біографія
Народився 11 листопада 1921 року в Ардебілі, Іранський Азербайджан (сучасний Іран), в родині робітника.
Член Азербайджанської демократичної партії (з 1945). У 1941–1945 роках брав участь у національно-визвольному русі Іранського Азербайджану, був одним із засновників антифашистської організації «Зіддефашист» в Ардебілі.
У 1947 році емігрував до Радянського Азербайджану, де у 1952 році закінчив філологічний факультет Азербайджанського державного університету.
Редагував газету «Азербайджан», керував спілкою письменників-емігрантів.

## Літературна діяльність
Друкується з 1937 року. Перша збірка «Вірші» вийшов у 1944 році.
Азероглу писав про любов до батьківщини, революційний настрій іранського народу, викривав фашизм. У його віршах, присвячених Радянському Азербайджану, переважають теми творчої праці, дружби народів, боротьби за мир («Бакінські мандри» (1945), «Зіндан» (1948), «Фестиваль» (1952) та ін.).
Вірші Азероглу відзначені глибоким ліризмом. В Баку вийшли його збірки: «Вірші» (1948), «Савалан» (1949), «На шляхах боротьби» (1950), «Друзі юності» (1950), «Мої пісні» (1952), «Ранкова зоря» (1953) та інші.

### Твори Азероглу
- Моє сонце, Баку, 1950; (російською)
- Земля Батьківщини, М., 1958 (російською)